# Simon Denissel
Simon Denissel (Francia, 22 de mayo de 1990) es un atleta francés especializado en la prueba de 1500 m, en la que consiguió ser medallista de bronce europeo en pista cubierta en 2013.

## Carrera deportiva
En el Campeonato Europeo de Atletismo en Pista Cubierta de 2013 ganó la medalla de bronce en los 1500 metros, con un tiempo de 3:37.70 segundos que fue su mejor marca personal, tras su paisano francés Mahiedine Mekhissi-Benabbad (oro) y el turco İlham Tanui Özbilen.